# Ragenoldo de Neustria
Ragenoldo (o Raino) (asesinado el 25 de julio de 885) fue el conde de Herbauges desde 852 y conde de Maine y margrave de Neustria (posicionado contra los vikingos) desde 878. Su familia no se ha identificado, pero pudo haber sido el hijo de Reginaldo de Herbauges.
En 878, a la muerte de Gosfrido, Carlos el Calvo confirió la marca de Neustria y el condado de Maine a Ragenoldo, porque los hijos de Gosfrido eran demasiado jóvenes para sucederlo. El 25 de julio de 885, los vikingos saquearon Rouen. Ragenoldo sorprendió a los asaltantes vikingos, pero fue asesinado en la siguiente acción.